# Jay Pandolfo
Pour les articles homonymes, voir Pandolfo.
Jay Paul Pandolfo (né le 27 décembre 1974 à Winchester dans le Massachusetts aux États-Unis) est un joueur professionnel américain de hockey sur glace.

## Carrière
Pandolfo grandit dans la ville de Burlington dans le Massachusetts et joue au hockey dans l'équipe de l'école de la ville, Burlington High School, dont il est diplômé en 1992. Le surnom de la section sportive de l'école est Red Devils (diable rouge).
Il s'inscrit alors à l'université de Boston et rejoint leur équipe de hockey, les Terriers, qui joue dans la NCAA (division Hockey East).
L'année d'après, lors du repêchage d'entrée dans la Ligue nationale de hockey, les Devils du New Jersey le prennent en tant que 32e choix (deuxième tour). Il finit ses études lors des trois saisons suivantes et inscrit en 133 matchs 78 buts et 89 aides. Lors de la dernière saison (1994-95) dans le championnat universitaire, il finit meilleur marqueur de la division avec 38 buts et est sélectionné dans l'équipe type américaine. Il est également nommé joueur de la saison de Hockey East.
Pandolfo met deux saisons de plus pour devenir un joueur régulier avec les Devils et passe donc deux saisons à la fois avec les Devils mais aussi avec la franchise des River Rats d'Albany de la Ligue américaine de hockey, franchise associée aux Devils.
Il réalise sa première saison complète avec les Devils en 1998-1999. En 1999-2000, il gagne la première Coupe Stanley de son histoire et trois ans plus, alors qu'il inscrit 6 buts lors des séries éliminatoires, il gagne sa seconde Coupe Stanley.
En 2002, son ancienne équipe de Burlington le déclare membre de leur Temple de la renommée.
Au cours du lock-out 2004-2005 de la LNH, il devient l'entraîneur adjoint de son ancienne équipe de Burlington. Il joue également dans le championnat d'Autriche de hockey sur glace avec l'EC Red Bull Salzbourg.
Il a un frère, Mike Pandolfo, qui est également joueur de hockey de la LNH .

## Statistiques

### En club
| Saison     | Équipe                 | Ligue      |     | Saison régulière | Saison régulière | Saison régulière | Saison régulière | Saison régulière |    | Séries éliminatoires | Séries éliminatoires | Séries éliminatoires | Séries éliminatoires | Séries éliminatoires |
| Saison     | Équipe                 | Ligue      | PJ  | B                | A                | Pts              | Pun              | PJ               | B  | A                    | Pts                  | Pun                  |                      |                      |
| 1992-1993  | Terriers de Boston     | NCAA       | 39  | 17               | 23               | 40               | 16               | -                | -  | -                    | -                    | -                    |                      |                      |
| 1993-1994  | Terriers de Boston     | NCAA       | 37  | 17               | 25               | 42               | 27               | -                | -  | -                    | -                    | -                    |                      |                      |
| 1994-1995  | Terriers de Boston     | NCAA       | 20  | 7                | 13               | 20               | 6                | -                | -  | -                    | -                    | -                    |                      |                      |
| 1995-1996  | Terriers de Boston     | NCAA       | 40  | 38               | 29               | 67               | 6                | -                | -  | -                    | -                    | -                    |                      |                      |
| 1995-1996  | River Rats d'Albany    | LAH        | 5   | 3                | 1                | 4                | 0                | 3                | 0  | 0                    | 0                    | 0                    |                      |                      |
| 1996-1997  | River Rats d'Albany    | LAH        | 12  | 3                | 9                | 12               | 0                | -                | -  | -                    | -                    | -                    |                      |                      |
| 1996-1997  | Devils du New Jersey   | LNH        | 46  | 6                | 8                | 14               | 6                | 6                | 0  | 1                    | 1                    | 0                    |                      |                      |
| 1997-1998  | River Rats d'Albany    | LAH        | 51  | 18               | 19               | 37               | 24               | -                | -  | -                    | -                    | -                    |                      |                      |
| 1997-1998  | Devils du New Jersey   | LNH        | 23  | 1                | 3                | 4                | 4                | 3                | 0  | 2                    | 2                    | 0                    |                      |                      |
| 1998-1999  | Devils du New Jersey   | LNH        | 70  | 14               | 13               | 27               | 10               | 7                | 1  | 0                    | 1                    | 0                    |                      |                      |
| 1999-2000  | Devils du New Jersey   | LNH        | 71  | 7                | 8                | 15               | 4                | 23               | 0  | 5                    | 5                    | 0                    |                      |                      |
| 2000-2001  | Devils du New Jersey   | LNH        | 63  | 4                | 12               | 16               | 16               | 25               | 1  | 4                    | 5                    | 4                    |                      |                      |
| 2001-2002  | Devils du New Jersey   | LNH        | 65  | 4                | 10               | 14               | 15               | 6                | 0  | 0                    | 0                    | 0                    |                      |                      |
| 2002-2003  | Devils du New Jersey   | LNH        | 68  | 6                | 11               | 17               | 23               | 24               | 6  | 6                    | 12                   | 2                    |                      |                      |
| 2003-2004  | Devils du New Jersey   | LNH        | 82  | 13               | 13               | 26               | 14               | 5                | 0  | 0                    | 0                    | 0                    |                      |                      |
| 2004-2005  | EC Red Bull Salzbourg  | EBEL       | 19  | 5                | 7                | 12               | 0                | -                | -  | -                    | -                    | -                    |                      |                      |
| 2005-2006  | Devils du New Jersey   | LNH        | 82  | 10               | 10               | 20               | 16               | 9                | 1  | 4                    | 5                    | 0                    |                      |                      |
| 2006-2007  | Devils du New Jersey   | LNH        | 82  | 13               | 14               | 27               | 8                | 11               | 1  | 0                    | 1                    | 4                    |                      |                      |
| 2007-2008  | Devils du New Jersey   | LNH        | 54  | 12               | 12               | 24               | 22               | 5                | 0  | 0                    | 0                    | 2                    |                      |                      |
| 2008-2009  | Devils du New Jersey   | LNH        | 61  | 5                | 5                | 10               | 10               | 7                | 1  | 0                    | 1                    | 0                    |                      |                      |
| 2009-2010  | Devils du New Jersey   | LNH        | 52  | 4                | 5                | 9                | 6                | -                | -  | -                    | -                    | -                    |                      |                      |
| 2010-2011  | Falcons de Springfield | LAH        | 12  | 2                | 4                | 6                | 4                | -                | -  | -                    | -                    | -                    |                      |                      |
| 2011-2012  | Islanders de New York  | LNH        | 62  | 1                | 2                | 3                | 8                | -                | -  | -                    | -                    | -                    |                      |                      |
| 2012-2013  | Bruins de Boston       | LNH        | 18  | 0                | 0                | 0                | 2                | -                | -  | -                    | -                    | -                    |                      |                      |
| Totaux LNH | Totaux LNH             | Totaux LNH | 899 | 100              | 126              | 226              | 164              | 131              | 11 | 22                   | 33                   | 12                   |                      |                      |

### En équipe nationale
| Année | Équipe         | Compétition                 |   | PJ | B | A | Pts | Pun      |  | Résultat |
| 1994  | États-Unis U20 | Championnat du monde junior | 7 | 0  | 0 | 0 | 2   | 6e place |  |          |
| 1999  | États-Unis     | Championnat du monde        | 2 | 0  | 0 | 0 | 0   | 6e place |  |          |

## Récompenses
- Vainqueur de la coupe Stanley : 2000 et 2003